# Georges Maton
Georges Arnould Maton (* 26. Oktober 1913 in Lille; † 6. Juli 1998 in Le Perreux-sur-Marne) war ein französischer Radrennfahrer.

## Sportliche Laufbahn
Maton war im Bahnradsport aktiv. Er war Teilnehmer der Olympischen Sommerspiele 1936 in Berlin. Im Tandemrennen gewann er gemeinsam mit Pierre Georget die Bronzemedaille. Beide verloren im Halbfinale gegen die späteren Goldmedaillen-Gewinner aus Deutschland, Ernst Ihbe und Carl Lorenz. Im Grand Prix Cyclo-Sport 1939 wurde er Dritter. Matton startete für den Verein Athlétic Club de Boulogne-Billancourt.